# Nati nel 1997
| Questa pagina contiene informazioni ricavate automaticamente dalle voci biografiche con l'ausilio del template Bio e di un bot. L'aggiornamento è periodico e automatico e ricostruisce completamente la pagina. Se manca una persona in questa lista, sei pregato di non aggiungerla, ma accertati piuttosto che la sua voce biografica contenga il template Bio e che i dati anagrafici siano correttamente compilati. Se il template Bio manca, inseriscilo tu stesso o, in alternativa, metti l'avviso {{tmp\|Bio}} che ne segnala la mancanza. Se i dati riportati sono sbagliati, correggi direttamente la voce biografica; le modifiche saranno visibili in questa lista entro pochi giorni. Per chiarimenti vedi il progetto biografie. La lista contiene solo le 5.118 persone che sono citate nell'enciclopedia e per le quali è stato implementato correttamente il template Bio. Pagina aggiornata al 18 ago 2025. |

## Senza giorno specificato(42)
- Charles Akanno, giocatore di football americano nigeriano
- Germán Alcarazu, attore spagnolo
- Sonita Alizadeh, rapper e attivista afghana
- Amara, cantante e rapper norvegese
- Asia Ramazan Antar, militare e attivista curda († 2016)
- Mehdi Bali, lottatore iraniano
- Przemisław Banat, giocatore di football americano polacco
- Alana Boden, attrice britannica
- Amanda Campana, attrice italiana
- Angelo Cardona, attivista colombiano
- Rachael DesRochers, ex sciatrice alpina statunitense
- Dominik Dvorský, giocatore di football americano ceco
- Doriane Gravier, ex sciatrice alpina francese
- Patty Gurdy, cantante e musicista tedesca
- Brandon Gwinner, giocatore di football americano statunitense
- Sultan bin Hamad Al Khalifa, nobile bahreinita
- Jonis Heikkinen, giocatore di football americano finlandese
- Justus Holtz, giocatore di football americano tedesco
- Dias Kalen, lottatore kazako
- Ikboljon Kholdarov, pugile uzbeko
- Negin Khpalwak, direttrice d'orchestra afghana
- Roman Kim, lottatore kirghiso
- Theodore Landers, giocatore di football americano canadese
- Iván Lapadula, attore e modello spagnolo
- Abigail Lawrie, attrice scozzese
- Emilia Luboslavova, nuotatrice artistica spagnola
- Gerd Mitterdorfer, giocatore di football americano italiano
- Mohsen Mostafavi, lottatore iraniano
- Rachel Mwanza, attrice della Repubblica Democratica del Congo
- Tino Ndongo, giocatore di football americano finlandese
- Lillian Nuutinen, giocatrice di football americano finlandese
- Jasurbek Ortikboev, lottatore uzbeko
- Quinten Pounds, giocatore di football americano statunitense
- Lil Raven, rapper e cantante statunitense
- Monet192, rapper svizzero
- Sachin Sahrawat, lottatore indiano
- Tynar Sharshenbekov, lottatore kirghiso
- Gina Alice Stiebitz, attrice tedesca
- Nelson Tsimi, giocatore di football americano francese
- Nea Törmänen, giocatrice di football americano finlandese
- Jan Weinreich, giocatore di football americano tedesco
- Meril Zéro, giocatore di football americano francese